# Park Sa-rang
Park Sa-rang (4 de marzo de 2003) es una actriz surcoreana. 

## Carrera
Comenzó su carrera como actriz infantil, y ha protagonizado series y películas como Una Mujer Feliz (2007), Bestseller (2010) y Grand Prix (2010).

## Filmografía

### Cine
| Año  | Título             | Rol          | Notas                      |
| ---- | ------------------ | ------------ | -------------------------- |
| 2010 | Parallel Life      | Kim Ye-jin   |                            |
| 2010 | Bestseller         | Yeon-hee     |                            |
| 2010 | Grand Prix         | Yang So-shim |                            |
| 2012 | Dancing Queen      | Yeon-woo     |                            |
| 2013 | South Bound        | Choi Na-rae  |                            |
| 2013 | Happiness for Sale | Kang Mi-na   |                            |
| 2013 | Blood and Ties     | Jung Da-eun  |                            |
| 2016 | I Miss You         | Ha-jin       | segmento: "Boy Meets Girl" |

### Serie de televisión
| Año  | Título                    | Rol                  | Red  |
| ---- | ------------------------- | -------------------- | ---- |
| 2007 | A Happy Woman             | Eun-ji               | KBS2 |
| 2008 | One Mom and Three Dads    | Ha Sun (episodio 16) | KBS2 |
| 2009 | Strike Love               | Ma Ji-won            | MBC  |
| 2011 | Drama Special "Hair Show" | Young Young-eun      | KBS2 |